# Lijst van grote Kroatische steden
Dit is een lijst van grote steden in Kroatië.

## Steden > 500.000
- Zagreb - 973.667

## Steden > 100.000
- Split - 221.456
- Rijeka - 	128.624
- Osijek - 	114.616

## Steden > 50.000
- Zadar - 82.680
- Slavonski Brod - 69.823
- Pula - 62.080
- Velika Gorica - 63.517
- Karlovac - +/- 60.000
- Sesvete - 52.411
- Sisak - 52.236
- Šibenik - 51.553
- Dubrovnik - +/- 50.000

## Steden > 40.000
- Varaždin - 49.075
- Bjelovar - 41.869

## Steden >30.000
- Samobor - 36.206
- Vinkovci - 35.375
- Kaštela - 34.103
- Vukovar - 31.670
- Koprivnica - 30.994
- Čakovec - 30.455